# ECHL Rookie of the Year
Der ECHL Rookie of the Year, bekannt als John A. Daley Memorial Trophy ist eine Eishockeytrophäe der East Coast Hockey League. Er wird jährlich an den besten Rookie der regulären Saison in der ECHL verliehen. Der Sieger wird durch eine Abstimmung unter den Trainern der Teams ermittelt. Die Trophäe kann maximal einmal in der Karriere gewonnen werden.

## Gewinner
| Saison  | Spieler           | Team                     |
| ------- | ----------------- | ------------------------ |
| 2024/25 | Sloan Stanick     | Tahoe Knight Monsters    |
| 2023/24 | Austin Magera     | South Carolina Stingrays |
| 2022/23 | Hank Crone        | Allen Americans          |
| 2021/22 | Kris Bennett      | Iowa Heartlanders        |
| 2020/21 | Matthew Boucher   | Utah Grizzlies           |
| 2019/20 | Tyler Sheehy      | Allen Americans          |
| 2018/19 | Chris Collins     | Kalamazoo Wings          |
| 2017/18 | Justin Danforth   | Cincinnati Cyclones      |
| 2016/17 | Tyson Spink       | Toledo Walleye           |
| 2015/16 | Matt Willows      | Florida Everblades       |
| 2014/15 | Tyler Barnes      | Toledo Walleye           |
| 2013/14 | William Rapuzzi   | Idaho Steelheads         |
| 2012/13 | Ryan Zapolski     | South Carolina Stingrays |
| 2011/12 | Dustin Gazley     | Elmira Jackals           |
| 2010/11 | Ben Street        | Wheeling Nailers         |
| 2009/10 | Justin Donati     | Elmira Jackals           |
| 2008/09 | Bryan Ewing       | Wheeling Nailers         |
| 2007/08 | David Desharnais  | Cincinnati Cyclones      |
| 2006/07 | Colton Fretter    | Gwinnett Gladiators      |
| 2005/06 | Alex Leavitt      | Alaska Aces              |
| 2004/05 | Joey Tenute       | South Carolina Stingrays |
| 2003/04 | Kevin Doell       | Gwinnett Gladiators      |
| 2002/03 | Jason Jaffray     | Roanoke Express          |
| 2001/02 | Frédéric Cloutier | Louisiana IceGators      |
| 2000/01 | Scott Stirling    | Trenton Titans           |
| 1999/00 | Ján Lašák         | Hampton Roads Admirals   |
| 1998/99 | Maxime Gingras    | Richmond Renegades       |
| 1997/98 | Sean Venedam      | Toledo Storm             |
| 1996/97 | Dany Bousquet     | Birmingham Bulls         |
| 1995/96 | Keli Corpse       | Wheeling Thunderbirds    |
| 1994/95 | Kevin McKinnon    | Erie Panthers            |
| 1993/94 | Dan Gravelle      | Greensboro Monarchs      |
| 1992/93 | Joe Flanagan      | Birmingham Bulls         |
| 1991/92 | Darren Colbourne  | Dayton Bombers           |
| 1990/91 | Daniel Gauthier   | Knoxville Cherokees      |
| 1989/90 | Bill McDougall    | Erie Panthers            |
| 1988/89 | Tom Sasso         | Johnstown Chiefs         |